# Caroline Healey Dall
Caroline Wells Dall (née Healey) (Boston, Massachusetts, 22 de junio de 1822 -17 de diciembre de 1912) fue una escritora feminista, trascendentalista y reformadora estadounidense.

## Biografía
Caroline Wells Healey recibió una educación integral, alentada por su padre a escribir novelas y ensayos y a participar en debates sobre religión, filosofía y política. También recibió clases particulares, asistió a una escuela privada para niñas dirigida por el educador Joseph Hale Abbot, hasta los quince años. En el otoño de 1842, enseñó en el Seminario Femenino Lydia S. English, más tarde conocido como el Seminario Femenino de Georgetown. Durante la Navidad de 1842, un ministro unitario de Baltimore, Charles Henry Appleton Dall, vino a ocupar un púlpito abierto en Georgetown. Al principio, Caroline encontró a Dall poco atractivo y se sorprendió cuando él le propuso matrimonio por carta meses después tras unas semanas de correspondencia, aceptó su propuesta, renunció a su puesto de docente y se mudó a Baltimore. Se casó con Dall en 1844 vivieron en Toronto a principios de la década de 1850 y regresaron a Boston en 1855. Entre sus hijos se encontraba William Healey Dall, en cuya casa de Washington D. C. vivió sus últimos años.

### Trabajo por los derechos de las mujeres
Caroline Healey Dall  continuó escribiendo durante los primeros años de su matrimonio y la crianza de sus hijos, después de que su marido se mudara a Calcuta, India, para realizar trabajo misionero.Se convirtió en una participante activa en el movimiento por los derechos de las mujeres de Boston. Pronto se convirtió en una conferenciante y escritora activa sobre el tema, y organizó la Convención de los Derechos de las Mujeres de Nueva Inglaterra, junto con la sufragista Paulina Davis. También con Davis, fundó Una, una revista dedicada a los derechos de la mujer y una publicación pionera en su tipo. Estuvo afiliada a la Convención Nacional de los Derechos de la Mujer, al Club de Mujeres de Nueva Inglaterra. Entre sus colaboradores se encontraban Elizabeth Peabody y Margaret Fuller, así como miembros del movimiento trascendentalista en Boston.   Después de decidir que no le gustaba trabajar con grupos, Dall recurrió a la escritura como su principal medio para abordar la igualdad de las mujeres.
Entre sus obras más destacadas de esta época se incluyen Historical Pictures Retouched: a Volume of Miscellanies (1861), que destacaba a mujeres previamente ignoradas en la historia, y una colección de conferencias titulada The College, the Market, and the Court; or Woman's Relation to Education, Labor, and Law (1867) en la que argumentó que la mujer moderna ya no se contentaba con estar en la esfera doméstica y se le debía permitir participar en la vida pública.El New York Evening Post calificó esta colección como "la declaración más elocuente y contundente de la cuestión de la mujer que se haya hecho jamás".Fue una de los fundadores de la  Asociación Estadounidense de Ciencias Sociales (1865).  
Parker Pillsbury consideró que Caroline Healey Dall era demasiado conservadora y desestimó su esfuerzo por formar una nueva facción de derechos de las mujeres en Boston con una discusión "limitada a los temas de educación, vocación y posición civil" en lugar de temas más desafiantes como el divorcio. Pillsbury dijo que la reunión era "una parodia de salón" e "inofensiva". Susan B. Anthony escribió: “Las personas cautelosas y cuidadosas, que siempre tratan de preservar su reputación y posición social, nunca pueden lograr una reforma”. Caroline Healey Dall a finales de la década de 1860, se retiró del movimiento por los derechos de las mujeres y centró su atención escrita en temas tan diversos como Egipto ( El lugar de Egipto en la historia, 1868) y la Guerra Civil ( El viaje de Patty Gray, tres volúmenes para niños, 1869-1870).Durante este tiempo, también se mudó a Washington D. C., donde se hizo amiga de la primera dama Frances Cleveland . Gran parte de su obra posterior versó sobre el Renacimiento americano, del que fue testigo cuando era joven. Entre las obras de este período se incluyen Margaret and Her Friends: Ten Conversations with Margaret Fuller (1895) y Transcendentalism in New England: a Lecture (1897), dictada en la Society of Philosophical Inquiry a la edad de 73 años.Durante este tiempo, también dio algún sermón ocasional en la Iglesia Unitaria, una de las primeras mujeres en hacerlo. En los últimos años de su vida sufrió mucho de artritis, aunque permaneció activa hasta su muerte a la edad de 90 años el 17 de diciembre de 1912. 

## Obras seleccionadas

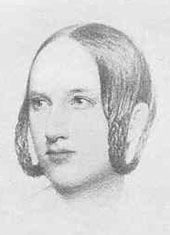
Retrato de Caroline Wells Healey Dall, por Alvan Clark, ca.1836

- Essays and Sketches, Boston: S.G. Simpkins, 1849.
- Woman's Right to Labor, or, Low Wages and Hard Work: In Three Lectures, delivered in Boston, November, 1859, Boston: Walker, Wise, and Co., 1860, ISBN 9781425516628.
- Woman's Rights Under the Law: in Three Lectures, Delivered in Boston, January, 1861, Boston: Walker, Wise and Company, 1861.
- The College, the Market, and the Court: or, Woman's Relation to Education, Labor, and Law. [1867] Boston: Rumford Pres, 1914.
- The Life of Dr. Anandabai Joshee: A Kinswoman of the Pundita Ramabai. Boston: Roberts Brothers, 1888.
- Transcendentalism in New England, Boston: Roberts Brothers, 1897.
- Selected Journals of Caroline Healey Dall. Helen R. Deese (ed.)
  - Volume 1: 1838–1855. Boston: Massachusetts Historical Society, 2006.
  - Volume 2: 1855–1866. Boston: Massachusetts Historical Society, 2013.

## Lectura adicional
- Deese, Helen R. (2005), Daughter of Boston: The Extraordinary Diary of a Nineteenth-Century Woman, Caroline Dall, Beacon Press, ISBN 0807050342.
- Wayne, Tiffany K. (2005), Woman Thinking: Feminism and Transcendentalism in Nineteenth-Century America, Lexington Books, Rowman & Littlefield, ISBN 0739107593.